# デファイアンス (戦列艦・6代)
|          | |
| 艦歴     | |
| 発注:    | 1855年6月17日 |
| 建造:    | ペンブローク工廠 |
| 起工:    | 1858年9月20日 |
| 進水:    | 1861年3月27日 |
| その後:  | 1931年6月26日売却 |
| 性能諸元 | |
| クラス:  | 蒸気推進2層戦列艦 |
| 排水量:  | 5,700t |
| 全長:    | 246ft 9in (75.2m) 竜骨：219ft 11.75in (67.0m)                                                                               |
| 全幅:    | 55ft 4in (16.9m) |
| 喫水:    | 艦首：24ft (7.3m) 艦尾：24ft 6in (7.5m)                                                                                     |
| 機関:    | 蒸気推進1軸3,550ihp 帆走（3本マストシップ）                                                                                 |
| 速力:    | 11.9kt（軽荷状態） |
| 兵装:    | 91門： 上甲板：32ポンド（15kg）砲20門、 68ポンド（31kg）砲1門 上砲列：32ポンド（15kg）砲36門 下砲列：8インチ（203mm）砲34門 |
| 乗員:    | 860名 |
| 建造費:  | 119,442ポンド |

デファイアンス (HMS Defiance) はイギリス海軍の最後の木造戦列艦。実際に戦列艦として海戦に参加することなく1884年に練習艦になった。

## 設計
デファイアンスはリナウン級戦列艦の発展型である。同級の前期型と後期型では艦尾の設計が異なるが、デファイアンスは当初後者のアトラスやアンソンと同一設計で起工されていた。しかし1858年10月8日に設計が変更され、艦首が延長されることとなった。
デファイアンスはアイザック・ワットによるジェイムズ・ワット級戦列艦の船体中央部設計を流用した最後の戦列艦でもある。

## 経歴
デファイアンスの公試は1862年2月5日にプリマス沖で実施された。このとき艦は帆装もされておらず、艦内備蓄品も搭載していなかったが、それにもかかわらずデファイアンスの速力はアトラスやアンソンの13.0ノットを下回る11.9ノットしか発揮できなかった。しかしこれらの戦列艦は実戦経験が無いので、どちらの設計が優れていたのか断言することは出来ないだろう。
1884年11月26日、デファイアンスはダヴェンポートの水雷学校の練習艦となった。やがて学校自体が「HMS デファイアンス」と呼ばれるようになり、同校のためにデファイアンス駅という駅も設置され、1905年から1930年まで利用されていた。
デファイアンスは1931年6月26日にプリマスのミルベイで解体するためにS.キャッスルに売却された。